# إروان شاه
إروان شاه (2 نوفمبر 1988 بسنغافورة - ) هو لاعب كرة قدم سنغافوري في مركزي الدفاع والظهير. شارك مع منتخب سنغافورة لكرة القدم. أما مع النوادي، فقد لعب مع ليونز تويلف ونادي تامبينس روفرز ونادي واريورز ويانج لايونز.

## روابط خارجية
- إروان شاه على موقع قاعدة بيانات كرة القدم.إي يو (الإنجليزية)
- إروان شاه على موقع ناشيونال فوتبول تيمز (الإنجليزية)
- إروان شاه على موقع Soccerway.com (الإنجليزية)
- إروان شاه على موقع عالم كرة القدم.نت (الإنجليزية)